# Sprint féminin de ski de fond aux Jeux olympiques de 2022
Navigation
Pyeongchang 2018 Milan-Cortina 2026
L'épreuve féminine de sprint du ski de fond aux Jeux olympiques de 2022 a eu lieu le 8 février 2018 au Centre de ski nordique et de biathlon de Guyangshu. 

## Médaillés
| Or                     | Argent                 | Bronze                      |
| Jonna Sundling (Suède) | Maja Dahlqvist (Suède) | Jessie Diggins (États-Unis) |

## Résultats

### Qualifications
| Rang | Dossard | Athlète                 | Nationalité        | Temps                  | Retard                 | Note                   |
| ---- | ------- | ----------------------- | ------------------ | ---------------------- | ---------------------- | ---------------------- |
| 1    | 8       | Jonna Sundling          | Suède              | 3 min 9 s 03           | —                      | Q                      |
| 2    | 6       | Rosie Brennan           | États-Unis         | 3 min 14 s 83          | + 5 s 80               | Q                      |
| 3    | 20      | Nadine Fähndrich        | Suisse             | 3 min 15 s 65          | + 6 s 82               | Q                      |
| 4    | 40      | Yulia Stupak            | ROC                | 3 min 17 s 01          | + 7 s 98               | Q                      |
| 5    | 18      | Jessica Diggins         | États-Unis         | 3 min 17 s 72          | + 8 s 69               | Q                      |
| 6    | 4       | Maja Dahlqvist          | Suède              | 3 min 18 s 05          | + 9 s 02               | Q                      |
| 7    | 16      | Tiril Udnes Weng        | Norvège            | 3 min 18 s 17          | + 9 s 14               | Q                      |
| 8    | 41      | Sofie Krehl             | Allemagne          | 3 min 18 s 93          | + 9 s 90               | Q                      |
| 9    | 10      | Anna Dyvik              | Suède              | 3 min 19 s 15          | + 10 s 12              | Q                      |
| 10   | 39      | Victoria Carl           | Allemagne          | 3 min 19 s 89          | + 10 s 86              | Q                      |
| 11   | 30      | Emma Ribom              | Suède              | 3 min 19 s 99          | + 10 s 96              | Q                      |
| 12   | 14      | Veronika Stepanova      | ROC                | 3 min 20 s 41          | + 11 s 38              | Q                      |
| 13   | 29      | Jasmin Kähärä           | Finlande           | 3 min 20 s 43          | + 11 s 40              | Q                      |
| 14   | 30      | Julia Kern              | États-Unis         | 3 min 20 s 69          | + 11 s 66              | Q                      |
| 15   | 46      | Kateřina Janatová       | Tchéquie           | 3 min 20 s 80          | + 11 s 77              | Q                      |
| 16   | 14      | Maiken Caspersen Falla  | Norvège            | 3 min 20 s 86          | + 11 s 83              | Q                      |
| 17   | 33      | Alina Meier             | Suisse             | 3 min 20 s 88          | + 11 s 85              | Q                      |
| 18   | 36      | Jasmi Joensuu           | Finlande           | 3 min 21 s 05          | + 12 s 02              | Q                      |
| 19   | 22      | Mathilde Myhrvold       | Norvège            | 3 min 21 s 24          | + 12 s 21              | Q                      |
| 20   | 12      | Natalia Nepryaeva       | ROC                | 3 min 21 s 76          | + 12 s 73              | Q                      |
| 21   | 25      | Pia Fink                | Allemagne          | 3 min 22 s 09          | + 13 s 06              | Q                      |
| 22   | 43      | Tereza Beranová         | Tchéquie           | 3 min 22 s 20          | + 13 s 17              | Q                      |
| 23   | 32      | Lotta Udnes Weng        | Norvège            | 3 min 22 s 26          | + 13 s 23              | Q                      |
| 24   | 44      | Katri Lylnperä          | Finlande           | 3 min 22 s 62          | + 13 s 59              | Q                      |
| 25   | 26      | Greta Laurent           | Italie             | 3 min 22 s 84          | + 13 s 81              | Q                      |
| 26   | 24      | Anamarija Lampič        | Slovénie           | 3 min 22 s 93          | + 13 s 90              | Q                      |
| 27   | 34      | Laurien Van Der Graaff  | Suisse             | 3 min 23 s 01          | + 14 s 00              | Q                      |
| 28   | 11      | Dahria Beatty           | Canada             | 3 min 23 s 54          | + 14 s 51              | Q                      |
| 29   | 45      | Lucia Scardoni          | Italie             | 3 min 23 s 61          | + 14 s 58              | Q                      |
| 30   | 37      | Caterina Ganz           | Italie             | 3 min 24 s 13          | + 15 s 10              | Q                      |
| 31   | 42      | Léna Quintin            | France             | 3 min 24 s 19          | + 15 s 16              |                        |
| 32   | 31      | Patrīcija Eiduka        | Lettonie           | 3 min 24 s 32          | + 15 s 29              |                        |
| 32   | 21      | Petra Hynčicová         | Tchéquie           | 3 min 24 s 51          | + 15 s 48              |                        |
| 34   | 27      | Lisa Unterweger         | Autriche           | 3 min 24 s 83          | + 15 s 80              |                        |
| 35   | 50      | Cendrine Browne         | Canada             | 3 min 24 s 85          | + 15 s 82              |                        |
| 35   | 9       | Ma Qinghua              | Chine              | 3 min 25 s 05          | + 16 s 02              |                        |
| 37   | 38      | Colette Rydzek          | Allemagne          | 3 min 25 s 09          | + 16 s 06              |                        |
| 38   | 13      | Chi Chinxue             | Chine              | 3 min 25 s 31          | + 16 s 28              |                        |
| 39   | 1       | Izabela Marcisz         | Pologne            | 3 min 25 s 62          | + 16 s 59              |                        |
| 40   | 68      | Olivia Bouffart-Nesbitt | Canada             | 3 min 25 s 92          | + 16 s 89              |                        |
| 41   | 48      | Mariel Merlii Pulles    | Estonie            | 3 min 27 s 71          | + 18 s 68              |                        |
| 42   | 17      | Monika Skinder          | Pologne            | 3 min 27 s 93          | + 18 s 90              |                        |
| 43   | 19      | Hannah Halvorsen        | États-Unis         | 3 min 29 s 13          | + 20 s 10              |                        |
| 44   | 15      | Zuzana Holíková         | Tchéquie           | 3 min 29 s 63          | + 20 s 60              |                        |
| 45   | 35      | Hristina Matsokina      | ROC                | 3 min 29 s 64          | + 20 s 61              |                        |
| 46   | 28      | Eva Urevc               | Slovénie           | 3 min 30 s 43          | + 21 s 40              |                        |
| 47   | 47      | Cristina Pittin         | Italie             | 3 min 30 s 64          | + 21 s 61              |                        |
| 48   | 52      | Kaidy Kaasiku           | Estonie            | 3 min 31 s 54          | + 22 s 51              |                        |
| 49   | 49      | Anja Weber              | Suisse             | 3 min 31 s 60          | + 22 s 57              |                        |
| 50   | 3       | Weronika Kaleta         | Pologne            | 3 min 32 s 28          | + 23 s 25              |                        |
| 51   | 64      | Nadezhda Stepashkina    | Kazakhstan         | 3 min 32 s 56          | + 23 s 53              |                        |
| 52   | 66      | Jessica Yeaton          | Australie          | 3 min 32 s 85          | + 23 s 82              |                        |
| 53   | 54      | Vedrana Malec           | Croatie            | 3 min 33 s 12          | + 24 s 09              |                        |
| 54   | 67      | Maryna Antsybor         | Ukraine            | 3 min 33 s 80          | + 24 s 77              |                        |
| 55   | 53      | Anita Klemenčič         | Slovénie           | 3 min 34 s 12          | + 25 s 09              |                        |
| 56   | 23      | Dinigeer Yilamujiang    | Chine              | 3 min 34 s 55          | + 25 s 52              |                        |
| 57   | 65      | Barbora Klementová      | Slovaquie          | 3 min 34 s 87          | + 25 s 84              |                        |
| 58   | 61      | Laura Leclair           | Canada             | 3 min 35 s 31          | + 26 s 28              |                        |
| 59   | 57      | Anja Mandeljc           | Slovénie           | 3 min 35 s 90          | + 26 s 87              |                        |
| 60   | 62      | Angelina Shuryga        | Kazakhstan         | 3 min 35 s 93          | + 26 s 90              |                        |
| 61   | 70      | Karen Chanloung         | Thaïlande          | 3 min 36 s 00          | + 26 s 97              |                        |
| 62   | 55      | Keidy Kaasiku           | Estonie            | 3 min 36 s 82          | + 27 s 79              |                        |
| 63   | 5       | Alena Procházková       | Slovaquie          | 3 min 36 s 84          | + 27 s 81              |                        |
| 64   | 59      | Aveli Uustalu           | Estonie            | 3 min 37 s 10          | + 28 s 07              |                        |
| 65   | 60      | Casey Wright            | Australie          | 3 min 39 s 22          | + 30 s 19              |                        |
| 66   | 7       | Jialin Bayani           | Chine              | 3 min 39 s 27          | + 30 s 24              |                        |
| 67   | 56      | Kseniya Shalygina       | Kazakhstan         | 3 min 41 s 55          | + 35 s 52              |                        |
| 68   | 58      | Irina Bykova            | Kazakhstan         | 3 min 42 s 70          | + 33 s 67              |                        |
| 69   | 69      | Viktoriya Olekh         | Ukraine            | 3 min 42 s 78          | + 33 s 75              |                        |
| 70   | 63      | Valentyna Kaminska      | Ukraine            | 3 min 44 s 10          | + 35 s 07              |                        |
| 71   | 72      | Tena Hadžić             | Croatie            | 3 min 45 s 60          | + 36 s 57              |                        |
| 72   | 73      | Kristína Sivoková       | Slovaquie          | 3 min 46 s 25          | + 37 s 22              |                        |
| 73   | 75      | Samanta Krampe          | Lettonie           | 3 min 46 s 66          | + 37 s 63              |                        |
| 74   | 71      | Kristrún Guðnadóttir    | Islande            | 3 min 49 s 59          | + 40 s 56              |                        |
| 75   | 79      | Han Da-som              | Corée du Sud       | 3 min 51 s 34          | + 42 s 31              |                        |
| 76   | 74      | Kitija Auziņa           | Lettonie           | 3 min 51 s 60          | + 42 s 57              |                        |
| 77   | 81      | Lee Eui-jin             | Corée du Sud       | 3 min 52 s 05          | + 43 s 02              |                        |
| 78   | 77      | Tímea Lőrincz           | Roumanie           | 3 min 55 s 15          | + 46 s 12              |                        |
| 79   | 84      | Ariunsanaagiin Enkhtuul | Mongolie           | 3 min 58 s 25          | + 49 s 22              |                        |
| 80   | 89      | Katya Galstyan          | Arménie            | 4 min 0 s 48           | + 51 s 45              |                        |
| 81   | 85      | Ester Volfa             | Lettonie           | 4 min 3 s 36           | + 54 s 33              |                        |
| 82   | 78      | Eglė Savickaitė         | Lituanie           | 4 min 3 s 60           | + 54 s 57              |                        |
| 83   | 76      | Nahiara Díaz            | Argentine          | 4 min 5 s 46           | + 56 s 43              |                        |
| 84   | 87      | Jacqueline Mourão       | Brésil             | 4 min 5 s 60           | + 56 s 57              |                        |
| 85   | 80      | Ayşenur Duman           | Turquie            | 4 min 8 s 47           | + 59 s 44              |                        |
| 86   | 86      | Ieva Dainytė            | Lituanie           | 4 min 10 s 99          | + 1 min 1 s 96         |                        |
| 87   | 88      | Nefeli Tita             | Grèce              | 4 min 14 s 48          | + 1 min 5 s 45         |                        |
| 88   | 90      | Eduarda Ribera          | Brésil             | 4 min 14 s 53          | + 1 min 5 s 50         |                        |
| 89   | 83      | Naria Ntanou            | Grèce              | 4 min 19 s 66          | + 1 min 10 s 63        |                        |
| 90   | 91      | Sanja Kusmuc            | Bosnie-Herzégovine | 4 min 27 s 99          | + 1 min 18 s 96        |                        |
| —    | 82      | Lee Chae-won            | Corée du Sud       | N'a pas pris le départ | N'a pas pris le départ | N'a pas pris le départ |

### Quarts de finale

#### Quart de finale 1
| Rang | Dossard | Athlète          | Nationalité | Temps         | Retard        | Note |
| ---- | ------- | ---------------- | ----------- | ------------- | ------------- | ---- |
| 1    | 1       | Jonna Sundling   | Suède       | 3 min 15 s 48 | —             | Q    |
| 2    | 2       | Rosie Brennan    | États-Unis  | 3 min 17 s 90 | + 2 s 42      | Q    |
| 3    | 26      | Anamarija Lampič | Slovénie    | 3 min 18 s 60 | + 3 s 12 (PF) | LL   |
| 4    | 4       | Yulia Stupak     | ROC         | 3 min 18 s 65 | + 3 s 17 (PF) |      |
| 5    | 28      | Dahria Beatty    | Canada      | 3 min 18 s 73 | + 3 s 25 (PF) |      |
| 6    | 30      | Caterina Ganz    | Italie      | 3 min 24 s 04 | + 8 s 56      |      |

 Légende : LL - Repêchée (Lucky Loser) ; PF - Photo finish

#### Quart de finale 2
| Rang | Dossard | Athlète                | Nationalité | Temps         | Retard        | Note |
| ---- | ------- | ---------------------- | ----------- | ------------- | ------------- | ---- |
| 1    | 6       | Maja Dahlqvist         | Suède       | 3 min 21 s 03 | —             | Q    |
| 2    | 7       | Tiril Udnes Weng       | Norvège     | 3 min 21 s 31 | + 0 s 28 (PF) | Q    |
| 3    | 20      | Natalia Nepryaeva      | ROC         | 3 min 21 s 34 | + 0 s 31 (PF) |      |
| 4    | 22      | Tereza Beranová        | Tchéquie    | 3 min 22 s 59 | + 1 s 56      |      |
| 5    | 27      | Laurien Van Der Graaff | Suisse      | 3 min 24 s 32 | + 3 s 29      |      |
| 6    | 25      | Greta Laurent          | Italie      | 3 min 26 s 96 | + 5 s 93      |      |

PF - Photo finish

#### Quart de finale 3
| Rang | Dossard | Athlète                | Nationalité | Temps         | Retard    | Note |
| ---- | ------- | ---------------------- | ----------- | ------------- | --------- | ---- |
| 1    | 3       | Nadine Fähndrich       | Suisse      | 3 min 16 s 51 | — (PF)    | Q    |
| 2    | 16      | Maiken Caspersen Falla | Norvège     | 3 min 16 s 88 | + 0 s 37  | Q    |
| 3    | 10      | Victoria Carl          | Allemagne   | 3 min 18 s 26 | + 1 s 75  | LL   |
| 4    | 9       | Anna Dyvik             | Suède       | 3 min 19 s 00 | + 2 s 49  |      |
| 5    | 24      | Katri Lylynperä        | Finlande    | 3 min 24 s 29 | + 7 s 78  |      |
| 6    | 29      | Lucia Scardoni         | Italie      | 3 min 27 s 07 | + 10 s 56 |      |

Légende : LL - Repêchée (Lucky Loser)

#### Quart de finale 4
| Rang | Dossard | Athlète           | Nationalité | Temps         | Retard    | Note |
| ---- | ------- | ----------------- | ----------- | ------------- | --------- | ---- |
| 1    | 5       | Jessica Diggins   | États-Unis  | 3 min 16 s 30 | —         | Q    |
| 2    | 11      | Emma Ribom        | Suède       | 3 min 18 s 44 | + 2 s 14  | Q    |
| 3    | 21      | Pia Fink          | Allemagne   | 3 min 19 s 72 | + 3 s 42  |      |
| 4    | 15      | Kateřina Janatová | Tchéquie    | 3 min 20 s 12 | + 3 s 82  |      |
| 5    | 23      | Lotta Udnes Weng  | Norvège     | 3 min 21 s 21 | + 4 s 91  |      |
| 6    | 18      | Jasmi Joensuu     | Finlande    | 3 min 49 s 93 | + 33 s 63 |      |

#### Quart de finale 5
| Rang | Dossard | Athlète            | Nationalité | Temps         | Retard    | Note |
| ---- | ------- | ------------------ | ----------- | ------------- | --------- | ---- |
| 1    | 12      | Veronika Stepanova | ROC         | 3 min 18 s 09 | —         | Q    |
| 2    | 8       | Sofie Krehl        | Allemagne   | 3 min 18 s 37 | + 0 s 28  | Q    |
| 3    | 17      | Alina Meier        | Suisse      | 3 min 21 s 12 | + 3 s 03  |      |
| 4    | 14      | Julia Kern         | États-Unis  | 3 min 21 s 68 | + 3 s 59  |      |
| 5    | 19      | Mathilde Myhrvold  | Norvège     | 3 min 24 s 62 | + 6 s 53  |      |
| 6    | 13      | Jasmin Kähärä      | Finlande    | 3 min 30 s 52 | + 12 s 43 |      |

### Demi-finales

#### Demi-finale 1
| Rang | Dossard | Athlète          | Nationalité | Temps         | Retard   | Note |
| ---- | ------- | ---------------- | ----------- | ------------- | -------- | ---- |
| 1    | 1       | Jonna Sundling   | Suède       | 3 min 11 s 94 | —        | Q    |
| 2    | 3       | Nadine Fähndrich | Suisse      | 3 min 12 s 61 | + 0 s 67 | Q    |
| 3    | 6       | Maja Dahlqvist   | Suède       | 3 min 12 s 94 | + 1 s 00 | LL   |
| 4    | 2       | Rosie Brennan    | États-Unis  | 3 min 13 s 29 | + 1 s 35 | LL   |
| 5    | 7       | Tiril Udnes Weng | Norvège     | 3 min 14 s 29 | + 2 s 35 |      |
| 6    | 26      | Anamarija Lampič | Slovénie    | 3 min 19 s 26 | + 7 s 32 |      |

Légende : LL - Repêchée (Lucky Loser)

#### Demi-finale 2
| Rang | Dossard | Athlète                | Nationalité | Temps         | Retard   | Note |
| ---- | ------- | ---------------------- | ----------- | ------------- | -------- | ---- |
| 1    | 11      | Emma Ribom             | Suède       | 3 min 15 s 22 | —        | Q    |
| 2    | 5       | Jessica Diggins        | États-Unis  | 3 min 15 s 63 | + 0 s 41 | Q    |
| 3    | 12      | Veronika Stepanova     | ROC         | 3 min 16 s 22 | + 1 s 00 |      |
| 4    | 16      | Maiken Caspersen Falla | Norvège     | 3 min 16 s 41 | + 1 s 19 |      |
| 5    | 10      | Victoria Carl          | Allemagne   | 3 min 16 s 83 | + 1 s 61 |      |
| 6    | 8       | Sofie Krehl            | Allemagne   | 3 min 21 s 32 | + 6 s 10 |      |

### Finale
| Rang                                | Dossard | Athlète          | Nationalité | Temps         | Retard    | Note |
| ----------------------------------- | ------- | ---------------- | ----------- | ------------- | --------- | ---- |
| Médaille d'or, Jeux olympiques      | 1       | Jonna Sundling   | Suède       | 3 min 9 s 68  | —         |      |
| Médaille d'argent, Jeux olympiques  | 6       | Maja Dahlqvist   | Suède       | 3 min 12 s 56 | + 2 s 88  |      |
| Médaille de bronze, Jeux olympiques | 5       | Jessica Diggins  | États-Unis  | 3 min 12 s 84 | + 3 s 16  |      |
| 4                                   | 2       | Rosie Brennan    | États-Unis  | 3 min 14 s 17 | + 4 s 49  |      |
| 5                                   | 3       | Nadine Fähndrich | Suisse      | 3 min 16 s 89 | + 7 s 21  |      |
| 6                                   | 11      | Emma Ribom       | Suède       | 3 min 20 s 79 | + 11 s 11 |      |